# Титан-2 (гидроакустическая станция)
«Титан-2» (МГ-332) — советская корабельная поисковая гидроакустическая станция кругового обзора и целеуказания. Предназначалась для обнаружения подводных лодок, торпед и морских якорных мин.
Принята на вооружение в 1969 году. Антенна станции монтировалась в подкильном обтекателе (бульбе) корабля. Выгородка антенны ГАС заполнялась пресной водой (45 т).
ГАС «Титан-2» имела реальную дальность обнаружения ПЛ (в режиме эхо- и шумопеленгования) в пределах от 2 до 10 км. Частота работы ГАС — 8—9 кГц в круговом и секторном режимах, излучающая мощность — до 100 кВт.